# Verpa
Verpa es un género de hongos ascomicetos relacionados con las colmenillas. Semejante al último género en comestibilidad y forma. Hay cinco especies en el género común.

## Descripción
Son setas con un pequeño sombrero, ascocarpo hueco, el sombrero alveolar y el pie crema blancuzco y furfuráceo. Son levemente verrugosos, casi lisos pero sin celdas. Sus pies también son huecos y largos.
La unión entre uno y otro -pie y sombrero- se conforma en el final del sombrero, quedando este prácticamente libre en su totalidad. Esta característica sirve para diferenciar las especies de este género con otros parecidos. En los taxones del Mitrophora esta unión se produce en el medio y en el Morchella en su inicio.

## Especies
Toda sus especies son tóxicas si se consumen crudas. La poca calidad gastronómica de casi todas ellas hace que no sea recomendable su consumo.
- Verpa bohemica
- Verpa conica
- Verpa digitaliformis
- Verpa krombholzii
- Verpa speciosa